# 아시아 태권도 연맹
아시아 태권도 연맹(영어: Asian Taekwondo Union 아시안 태권도 유니언[*], ATU)은 아시아의 태권도 종목을 총괄하는 국제 스포츠 행정 기구이다.

## 회원국
| 국가           | 협회                            | 코드 | 지역       | 설립   | 가맹   | 비고 |
| -------------- | ------------------------------- | ---- | ---------- | ------ | ------ | ---- |
| 네팔           | 네팔 태권도 협회                | NEP  | 서남아시아 |        |        |      |
| 대한민국       | 대한민국태권도협회              | KOR  | 동아시아   | 1961년 | 1978년 |      |
| 동티모르       | 동티모르 태권도 연맹            | TLS  | 동남아시아 |        |        |      |
| 라오스         | 라오 태권도 연맹                | LAO  | 동남아시아 |        |        |      |
| 레바논         | 레바논 태권도 연맹              | LIB  | 서아시아   |        |        |      |
| 마카오         | 마카오 태권도 총회              | MAC  | 동아시아   |        |        |      |
| 말레이시아     | 말레이시아 태권도 연맹          | MAS  | 동남아시아 |        |        |      |
| 몰디브         | 몰디브 태권도 연맹              | MDV  | 서남아시아 |        |        |      |
| 몽골           | 몽골 태권도 연맹                | MGL  | 동아시아   |        |        |      |
| 미얀마         | 미얀마 태권도 연맹              | MYA  | 동남아시아 |        |        |      |
| 바레인         | 바레인 태권도 연맹              | BRN  | 서아시아   |        |        |      |
| 방글라데시     | 방글라데시 태권도 연맹          | BAN  | 서남아시아 |        |        |      |
| 베트남         | 베트남 태권도 연맹              | VIE  | 동남아시아 |        |        |      |
| 부탄           | 부탄 태권도 연맹                | BHU  | 서남아시아 |        |        |      |
| 브루나이       | 브루나이 다루살람 태권도 협회   | BRU  | 동남아시아 |        |        |      |
| 사우디아라비아 | 사우디아라비아 태권도 연맹      | KSA  | 서아시아   |        |        |      |
| 스리랑카       | 스리랑카 태권도 연맹            | SRI  | 서남아시아 |        |        |      |
| 시리아         | 시리아 아랍 태권도 연맹         | SYR  | 서아시아   |        |        |      |
| 싱가포르       | 싱가포르 태권도 연맹            | SIN  | 동남아시아 |        |        |      |
| 아랍에미리트   | 아랍에미리트 연합국 태권도 연맹 | UAE  | 서아시아   |        |        |      |
| 아프가니스탄   | 아프가니스탄 국가 태권도 연맹   | AFG  | 서남아시아 |        |        |      |
| 예멘           | 예멘 태권도 연맹                | YEM  | 서아시아   |        |        |      |
| 오만           | 오만 태권도 위원회              | OMA  | 서아시아   |        |        |      |
| 요르단         | 요르단 태권도 연맹              | JOR  | 서아시아   |        |        |      |
| 우즈베키스탄   | 우즈베키스탄 태권도 협회        | UZB  | 중앙아시아 |        |        |      |
| 이라크         | 이라크 태권도 연맹              | IRQ  | 서아시아   |        |        |      |
| 이란           | 이란 이슬람 공화국 태권도 연맹  | IRI  | 서아시아   | 1984년 |        |      |
| 인도           | 인도 태권도 연맹                | IND  | 서남아시아 |        |        |      |
| 인도네시아     | 인도네시아 태권도 협회          | INA  | 동남아시아 |        |        |      |
| 일본           | 전일본 태권도 협회              | JPN  | 동아시아   | 2005년 |        |      |
| 중화 타이베이  | 중화민국 태권도 협회            | TPE  | 동아시아   |        |        |      |
| 중화인민공화국 | 중국 태권도 협회                | CHN  | 동아시아   |        |        |      |
| 카자흐스탄     | 카자흐스탄 태권도 연맹          | KAZ  | 중앙아시아 |        |        |      |
| 카타르         | 카타르 태권도 유도 공수도 연맹  | QAT  | 서아시아   |        |        |      |
| 캄보디아       | 캄보디아 태권도 연맹            | CAM  | 동남아시아 |        |        |      |
| 쿠웨이트       | 쿠웨이트 태권도 연맹            | KUW  | 서아시아   |        |        |      |
| 키르기스스탄   | 키르기스스탄 공화국 태권도 협회 | KGZ  | 중앙아시아 |        |        |      |
| 타지키스탄     | 타지키스탄 공화국 태권도 연맹   | TJK  | 중앙아시아 |        |        |      |
| 태국           | 태국 태권도 협회                | THA  | 동남아시아 |        |        |      |
| 투르크메니스탄 | 투르크메니스탄 국가 태권도 본부 | TKM  | 중앙아시아 |        |        |      |
| 파키스탄       | 파키스탄 태권도 연맹            | PAK  | 서남아시아 |        |        |      |
| 팔레스타인     | 팔레스타인 태권도 연맹          | PLE  | 서아시아   |        |        |      |
| 필리핀         | 필리핀 태권도 협회              | PHI  | 동남아시아 |        |        |      |
| 홍콩           | 중국 홍콩 태권도 협회           | HKG  | 동아시아   |        |        |      |

## 참고 문헌
- 이경명 (2011). 〈아시아 태권도 연맹〉. 《태권도 용어정보사전》. 태권도문화연구소.
- 이태신 (2000). 〈아시아 태권도 연맹〉. 《체육학대사전》. 민중서관.
- “Members” (영어). 아시아 태권도 연맹.
- “아시아 태권도 연맹” (영어). 국제 협회 연합.

## 같이 보기
- 세계 태권도 연맹